# Comuna Nedaivoda, Krîvîi Rih
Nedaivoda (în ucraineană Недайвода) este o comună în raionul Krîvîi Rih, regiunea Dnipropetrovsk, Ucraina, formată din satele Nedaivoda (reședința), Ternuvatka și Zorea.

## Demografie
Componența lingvistică a satului Nedaivoda
     Ucraineană (94,32%)
     Rusă (5,4%)
     Alte limbi (0,29%)
Conform recensământului din 2001, majoritatea populației satului Nedaivoda era vorbitoare de ucraineană (94,32%), existând în minoritate și vorbitori de rusă (5,4%).